# Linia kolejowa nr 13
Linia kolejowa nr 13 Krusze – Pilawa – zelektryfikowana, jednotorowa linia kolejowa o długości 56,604 km. Na odcinku Krusze – Mińsk Mazowiecki obsługuje jedynie ruch towarowy. Od posterunków odgałęźnych przy stacji Mińsk Mazowiecki (Stojadła i R101) oraz stacji Grzebowilk do Pilawy kursują po niej pociągi pospieszne i międzynarodowe PKP Intercity, co pozwala im ominąć zatłoczoną linię kolejową nr 7 na odcinku Warszawa Wschodnia – Pilawa.

## Historia
Linia została otwarta 13 października 1897 roku pierwotnie dla kolei rosyjskich PrŻD. 22 sierpnia 1936 roku odcinek pomiędzy Kruszem, a Jasienicą został włączony do struktur PKP. W 1948 roku zamknięto dla ruchu pasażerskiego odcinek od posterunku odgałęźnego Mińsk Mazowiecki R101 do Pilawy, który został później przywrócony. 22 grudnia 1970 roku odcinek ten został zelektryfikowany. 27 maja 1972 roku zelektryfikowano odcinek Krusze – Mińsk Mazowiecki R101 wraz z łącznicą nr 513, co ostatecznie umożliwiło prowadzenie trakcją elektryczną pociągów po całej linii.
Ze względu na degradację szlaków konieczne było ograniczanie prędkości szlakowej na linii kolejowej nr 13 do 60 km/h. Pierwsze prace na linii przeprowadzono już w 2020 roku, wykonała je firma PNUIK Kraków. 31 marca 2022 roku rozstrzygnięto przetarg na remont toru na odcinku Krusze - Pustelnik, dzięki czemu prędkość wzrosła z 60 do 100 km/h. 14.02.2025 ogłoszono przetarg na remont torów na odcinku Mińsk Mazowiecki - Sufczyn